# باتريسيا ميخيا كونريراس
باتريسيا ميخيا مونتريراس (7 تموز 1958 - 20 نيسان 2007)، نحّاتة مكسيكية وفنانة غرافيك.
ولدت باتريسيا في أروابان ميتشواكان. بدأت أولى تجاربها الفنية في مدرستها الإقليمية. التحقت بالمدرسة الوطنية للرسم والنحق "لا إزميرالدا"" عام 1977، ثم التحقت بورشة المسابك الفنية في المعهد الوطني للفنون الجميلة والآداب، حيث درست خلال عامي 1982-1983.
توفيت باتريسيا في مدينة مكسيكو عن عمر 48 عاماً.

## المهنة
بدأت باتريسيا حياتها المهنية بعد الانتقال إلى مدينة مكسيكو للدراسة، وتعاونت كرسامة مع الملحق الثقافي في صحيفة إل ناسيونال وعملت أيضاً في متحف الفنون وأكاديمية الفنون الشعبية وشاركت في أعمال مانويل مانييا وخوسيه غواديلوب بوسادا. وعملت في توثيق وترميم أعمال بابلو أوهيغينز.. شاركت في عدد من المعارض الجماعية خلال مسيرتها المهنية، وأنجزت ستة معارض فردية.
عام 2001، أنشأت ورشة عمل أسمتها «سفينة الإقلاع»، وكرّستها لتنفيذ منحوتات من البرونز والألومنيوم والرخام والبازلت والحجر الرملي والخشب.

## البراعة الفنية
دراسة شكل الإنسان أمرٌ ثابت في أعمالها حيث يظهر تأثير فنانين مثل رفائيل وميكيلانجيلو وكارافاجيو في أعمالها. تُظهر أعمالها أنماطاً كلاسيكية وأكثر تعبيرية. فالوجوه غالباً ما تُظهر العواطف البدائية وتشير مواقع اليدين إلى الوضعيات والسلوك، بشكلٍ عام، لحظة التُقِطت في مشهد.